# جورجیا هنلی
جورجینا هلن "جورجی" هنلی (به انگلیسی: Georgina Helen "Georgie" Henley) (زاده ۹ ژوئیه ۱۹۹۵ در یورک‌شر غربی) بازیگر انگلیسی است که برای بازی در نقش لوسی پونسی در سه‌گانه فانتزی سرگذشت نارنیا شناخته‌ می‌شود.

## اوایل زندگی
جورجی هنلی ۹ ژوئیه ۱۹۹۵ در ایکلی، یورک‌شر غربی به‌دنیا آمد. پدر و مادر او مایک و هلن هنلی هستند. هنلی در مدرسه دخترانه مورفیلد درس خواند و سپس در مدرسه بردفورد گرامر ادامه تحصیل داد. جورجی هنلی دو خواهر بزرگ‌تر به نام‌های ریچل و لورا دارد. ریچل در فیلم سرگذشت نارنیا: شیر، کمد و جادوگر نقش لوسی در بزرگسالی را بازی کرد.

## شغل
هنلی در اولین فیلم خود نقش لوسی پونسی در فیلم سرگذشت نارنیا: شیر، کمد و جادوگر محصول ۲۰۰۵ براساس کتاب شیر، جادوگر، جالباسی نوشتهٔ سی. اس. لوئیس بازی کرد. فروش جهانی فیلم بیش تر از ۷۵۰ میلیون دلار شد. هنلی بعد از آن دوباره در نقش لوسی پونسی ظاهر شد. سال ۲۰۰۸ در فیلم سرگذشت نارنیا: پرنس کاسپین، سال ۲۰۱۰ در فیلم سرگذشت نارنیا: سفر کشتی سپیده پیما. همچنین هنلی از سال ۲۰۰۶ تا ۲۰۱۳ در تئاتر حضور داشت.
او در اقتباس بی‌بی‌سی از رمان جین ایر در نقش کودکی جین ایر بازی کرد. هنلی در فیلم جنایی-درام خواهران بی‌نقص نقش بث را بازی کرد. داستان فیلم در مورد دو خواهر نوجوان کانادایی است که مادر خود را می‌کشند. هنلی در فیلم انجمن خواهری شب نقش ماری وارن را بازی کرد.
هنلی در زمان تحصیل خود در دانشگاه کمبریج در تئاتر نیز حضور یافت و در نمایش‌نامه‌های دوباره بنواز،سم توسط وودی آلن، پنلوپیاد توسط مارگارت اتوود و زنان تروا: یک ساعت نارنجی توسط آنتونی برگس بازی کرد.
در سال ۲۰۱۵، هنلی اولین فیلم کوتاه خود، تاید، را به نویسندگی و کارگردانی خود ساخت. در اواخر ۲۰۱۶، هنلی در فیلم به همه مناطق دسترسی داشته‌باشید نقش بث را بازی کرد. هنلی همچنین در پیش‌درآمد بدون عنوان سریال بازی تاج‌وتخت انتخاب شده‌است.

## زندگی شخصی
هنلی در ایکی، یورکشر غربی زندگی می‌کند. او حمایت کننده روستای کودکان اس‌او‌اس، سازمان بین‌المللی خیریه فراهم‌کنندۀ خانه و مادر برای فرزندان یتیم و رهاشده است.

## فیلم‌شناسی

### فیلم
| سال  | عنوان                             | نقش        |
| ---- | --------------------------------- | ---------- |
| ۲۰۰۵ | سرگذشت نارنیا: شیر، کمد و جادوگر  | لوسی پونسی |
| ۲۰۰۸ | سرگذشت نارنیا: شاهزاده کاسپین     | لوسی پونسی |
| ۲۰۱۰ | سرگذشت نارنیا: سفر کشتی سپیده‌پیما | لوسی پونسی |
| ۲۰۱۴ | خواهران کامل                      | بث اندرسون |
| ۲۰۱۵ | انجمن خواهری شب                   | ماری وارن  |
| ۲۰۱۷ | به همه مناطق دسترسی داشته‌باشید    | نت         |
| ۲۰۱۹ | دختر، شیرین                       | زن         |

### خلاصه نقش لوسی در فیلم شیر، کمد و جادوگر
لوسی به همراه خواهر و برادرانش به دلیل شدت گرفتن جنگ به اجبار به حومه شهر، نزد پروفسوری به نام دیگوری کریک، می‌روند. در روز دوم اقامتشان هنگامی که در حال قایم‌باشک بازی هستند، لوسی کمدی را پیدا می‌کند که راه ورود به نارنیاست. لوسی در نارنیا با یک فائون، آقای تامنس، ملاقات می‌کند.

### خلاصه نقش لوسی در فیلم پرنس کاسپین
یک‌سال از بازگشت فرزندان پونسی از نارنیا گذشته‌است که سرزمین نارنیا دوباره آن‌ها را فرا می‌خواند.

### خلاصه نقش لوسی در فیلم سفر کشتی سپیده پیما
جنگ ادامه دارد. لوسی و ادموند به اجبار در خانه یکی از اقوام دورشان زندگی می‌کنند.

### سریال
| سال       | عنوان           | نقش                | یادداشت                                |
| --------- | --------------- | ------------------ | -------------------------------------- |
| ۲۰۰۶      | جین ایر         | جین ایر (کودکی)    | قسمت اول                               |
| ۲۰۱۹-۲۰۲۰ | پرنسس اسپانیایی | مارگارت "مگ" تودور | شش قسمت                                |
| ۲۰۲۰      | فرهنگ پروپ      | خودش               | قسمت: سرگذشت نارنیا: شیر، کمد و جادوگر |

### کارگردانی
| سال  | عنوان | یادداشت                        |
| ---- | ----- | ------------------------------ |
| ۲۰۱۶ | تاید  | فیلم کوتاه: کارگردان و نویسنده |

### بازی کامپیوتری
| سال  | عنوان                            | نقش        | یادداشت |
| ---- | -------------------------------- | ---------- | ------- |
| ۲۰۰۵ | سرگذشت نارنیا: شیر، کمد و جادوگر | لوسی پونسی | صدا     |
| ۲۰۰۸ | سرگذشت نارنیا: پرنس کاسپین       | لوسی پونسی | صدا     |

### خلاصه نقش کارکتر لوسی در بازی شیر، جادوگر، جالباسی
در این بازی هر کارکتر قدرت متفاوتی دارد. لوسی می‌تواند حیوانات را رام کرده و با حیوانات مختلف سواری کند. همچنین او قدرت شفادهی دارد.

## جوایز و کاندیدها
| سال  | جوایز                           | رده                      | گیرنده                            | نتیجه    |
| ---- | ------------------------------- | ------------------------ | --------------------------------- | -------- |
| ۲۰۰۶ | انجمن منتقدان پخش فیلم          | بهترین بازیگر زن جوان    | سرگذشت نارنیا: شیر، کمد و جادوگر  | نامزدشده |
| ۲۰۰۶ | انجمن منتقدان فیلم شیکاگو       | بهترین بازیگر جوان       | سرگذشت نارنیا: شیر، کمد و جادوگر  | نامزدشده |
| ۲۰۰۶ | جوایز امپایر                    | بهترین تازه‌وارد          | سرگذشت نارنیا: شیر، کمد و جادوگر  | نامزدشده |
| ۲۰۰۶ | جوایز آنلاین انجمن منتقدان فیلم | بهترین بازیگر            | سرگذشت نارنیا: شیر، کمد و جادوگر  | نامزدشده |
| ۲۰۰۶ | جایزه هنرمند جوان               | بهترین بازیگر جوان       | سرگذشت نارنیا: شیر، کمد و جادوگر  | برنده    |
| ۲۰۰۸ | جوایز برگزیده کودکان نیکلودین   | بازیگر منتخب             | سرگذشت نارنیا: شاهزاده کاسپین     | برنده    |
| ۲۰۰۹ | جایزه هنرمند جوان               | بهترین بازیگر نقش اول زن | سرگذشت نارنیا: شاهزاده کاسپین     | نامزدشده |
| ۲۰۰۹ | جایزه هنرمند جوان               | بهترین گروه بازیگری      | سرگذشت نارنیا: شاهزاده کاسپین     | نامزدشده |
| ۲۰۱۱ | جایزه هنرمند جوان               | بهترین بازیگر            | سرگذشت نارنیا: سفر کشتی سپیده‌پیما | نامزدشده |